# Сульфат неодима(III)
Сульфат неодима(III) — неорганическое соединение, 
соль металла неодима и серной кислоты
с формулой Nd2(SO4)3,
розовые кристаллы,
растворимые в воде,
образует кристаллогидраты.

## Получение
- Растворение оксида, гидроксида или  карбоната неодима в серной кислоте:

{\displaystyle {\mathsf {Nd_{2}O_{3}+3H_{2}SO_{4}\ {\xrightarrow {}}\ Nd_{2}(SO_{4})_{3}+3H_{2}O}}}
{\displaystyle {\mathsf {2Nd(OH)_{3}+3H_{2}SO_{4}\ {\xrightarrow {}}\ Nd_{2}(SO_{4})_{3}+6H_{2}O}}}
{\displaystyle {\mathsf {Nd_{2}(CO_{3})_{3}+3H_{2}SO_{4}\ {\xrightarrow {}}\ Nd_{2}(SO_{4})_{3}+3CO_{2}\uparrow +3H_{2}O}}}
- Безводную соль получают сушкой кристаллогидрата:

{\displaystyle {\mathsf {Nd_{2}(SO_{4})_{3}\cdot 8H_{2}O\ {\xrightarrow {600-650^{o}C}}\ Nd_{2}(SO_{4})_{3}+8H_{2}O}}}

## Физические свойства
Сульфат неодима(III) образует розовые кристаллы
моноклинной сингонии,
пространственная группа B 2/b,
параметры ячейки a = 2,172 нм, b = 0,6904 нм, c = 0,6673 нм, β = 109,73°, Z = 4.
Растворяется в воде со слабым гидролизом по катиону.
Образует кристаллогидраты состава Nd2(SO4)3•n H2O, где n = 8 и 15 — красные кристаллы.

## Химические свойства
- Разлагается при нагревании:

{\displaystyle {\mathsf {2Nd_{2}(SO_{4})_{3}\ {\xrightarrow {700^{o}C}}\ 2Nd_{2}O_{3}+6SO_{2}+3O_{2}}}}